# Municipio de Franklin (condado de Brown)
El municipio de Franklin (en inglés: Franklin Township) es un municipio ubicado en el condado de Brown en el estado estadounidense de Ohio. En el año 2010 tenía una población de 1654 habitantes y una densidad poblacional de 23,43 personas por km².

## Geografía
El municipio de Franklin se encuentra ubicado en las coordenadas 38°55′16″N 83°49′53″O / 38.92111, -83.83139. Según la Oficina del Censo de los Estados Unidos, el municipio tiene una superficie total de 70.6 km², de la cual 69,6 km² corresponden a tierra firme y (1.41 %) 1 km² es agua.

## Demografía
Según el censo de 2010, había 1654 personas residiendo en el municipio de Franklin. La densidad de población era de 23,43 hab./km². De los 1654 habitantes, el municipio de Franklin estaba compuesto por el 98,61 % blancos, el 0,54 % eran afroamericanos, el 0,12 % eran amerindios y el 0,73 % eran de una mezcla de razas. Del total de la población el 0,67 % eran hispanos o latinos de cualquier raza.